# Kamienica przy ulicy Basztowej 18 w Krakowie
Kamienica przy ulicy Basztowej 18 – zabytkowa kamienica znajdująca się w Krakowie, w dzielnicy I Stare Miasto przy ulicy Basztowej, na Kleparzu.
Kamienica została wzniesiona w 1877 roku, według projektu architekta Karola Zaremby. Po 1999 roku odbył się remont budynku.
21 stycznia 1976 kamienica została wpisana do rejestru zabytków. Znajduje się także w gminnej ewidencji zabytków.